# أنطونيو دي لوكا
أنطونيو دي لوكا (بالإيطالية: Antonio De Luca)‏ هو كاهن كاثوليكي إيطالي، ولد في 1 يوليو 1956 في توري دل غريكو في إيطاليا.